# Sony Xperia C3
Il Sony Xperia C3 è un modello dell'omonima serie di smartphone di SONY rivolto al mercato extra asiatico. Ha molto in comune con il modello C, tranne per la connettività cellulare orientata alle reti telefoniche occidentali e per il 3G con aggiunta di ulteriori modulazioni cellulari.

## Descrizione e specifiche tecniche
Il nome in codice è "Wukong" ed è dotato di un processore Snapdragon 400.
L'Xperia C3 è stato annunciato l'8 luglio 2014. Ha una fotocamera frontale 5MP e una fotocamera posteriore da 8MP. È stato lanciato sul mercato nel mese di agosto 2014, a partire dalla Cina e in seguito sugli altri mercati.
Il Sony Xperia C3 ha un display 5,5 pollici IPS con risoluzuone HD, processore 1,2 GHz quad core Snapdragon 400 con scheda video Adreno 305 GPU, 1 GB di memoria RAM e 8 GB di memoria interna.